# Elbit Systems Skylark
Skylark (engelska för lärka) är en stridsteknisk UAV tillverkad av Elbit Systems och används för spaning, övervakning, underrättelseinhämtning samt målutpekning. Den är fjärrstyrd från marken och utrustad med kameror som sänder i realtid till operatören.

## Varianter

### Skylark I
Är ett bärbart system för två personer som startas med hjälp av en gummilina eller handkastas. Skylark I-LE är en utveckling från första generationens Skylark I och tillåter bland annat att operatören och dess telemetriutrustning är under rörelse, vilket betyder att man kan styra UAV:n under framryckning. Vidare har I-LE den dubbla uthålligheten jämfört med I.

### Skylark II
Skylark II har bättre uthållighet (60 km) än Skylark I och startas från en fordonsmonterad ramp (HMMWV).

## Användare
- Australien
- Frankrike
- Israel
- Kanada
- Kroatien
- Nordmakedonien
- Nederländerna
- Polen
- Slovakien
- Sydkorea
- Sverige
- Tjeckien
- USA
- Ungern

### Användning i Svenska försvarsmakten
Den svenska militära beteckningen på Skylark I är UAV 02 Falken och den blev operativ 2007. Falken anskaffades för att användas vid Nordic Battlegroup 08 och används även vid den nuvarande insatsen i Afghanistan. Vid insatsen har dock Falken visat sig ha för dålig uthållighet och kommer att ersättas av UAV 05. Försvarsmakten har anskaffat totalt 48 stycken UAV 02.